# Crepidotus alabamensis
Crepidotus alabamensis es una especie de hongo del orden Agaricales, de la familia Crepidotaceae, perteneciente al género Crepidotus.

## Características
Es un hongo que se encuentra en el sudeste de América del Norte, ampliamente distribuido entre Misuri a la Florida. Su píleo tiene la forma de un pétalo puede medir hasta 4 centímetros, es aterciopelado, finamente pegajosa, viscosa, no desarrolla tallo al igual que otras especies de este género, su color es blanquecino, crece en los tacones de madera y troncos muertos en los meses de verano y de otoño, la carne es gomosa.